# Steenwijkerland
Steenwijkerland – gmina w Holandii, w prowincji Overijssel. Powierzchnia 321,69 km² z czego 30,8 km² to woda. Liczba ludności 43.317, stan na 2011 rok. Siedzibą gminy jest Steenwijk.